# Gouvernement yougoslave en exil

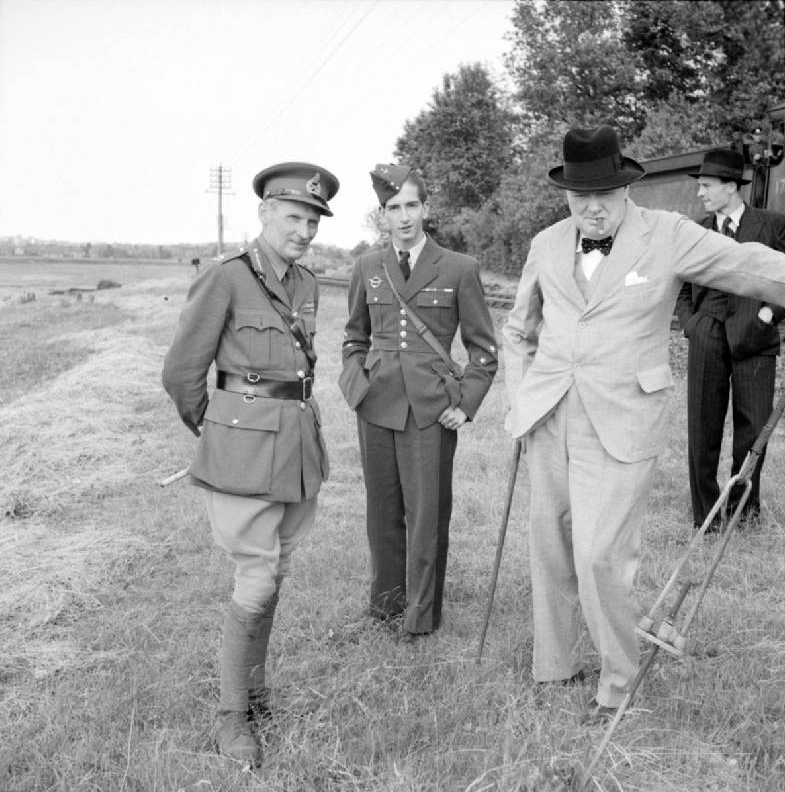
Le premier ministre Anglais Winston Churchill (à droite) et le roi Yougoslave Pierre II (au centre) et le Lieutenant-General Montgomery à gauche en 1941.

Le gouvernement yougoslave en exil est le gouvernement qui représente le royaume de Yougoslavie pendant la Seconde Guerre mondiale, après l'invasion suivant le coup d'État et le dépeçage du pays par les forces de l'Axe en avril 1941. Ayant à sa tête le roi Pierre II, il s'établit à Londres puis au Caire mais est en lien direct avec la résistance monarchiste.
Reconnu par l'ensemble des Alliés, y compris l'URSS, le gouvernement yougoslave en exil voit cependant son autorité contestée par les Partisans communistes de  Tito qui, en novembre 1943, proclament leur propre gouvernement provisoire, le Comité national de libération de la Yougoslavie. Le gouvernement en exil est de plus miné par les dissensions internes, notamment entre ministres serbes et croates, et a le plus grand mal à mettre au point une déclaration commune de buts de guerre : quatre premiers ministres se succèdent à sa tête en l'espace de deux ans. Winston Churchill, ayant choisi de soutenir les Partisans, qu'il considère comme le mouvement de résistance le plus efficace, fait pression sur le roi pour qu'il mette en place un gouvernement yougoslave « plus représentatif » : le Croate Ivan Šubašić est nommé à la tête du gouvernement en exil et chargé de trouver un accord avec Tito. Il rencontre le chef communiste en juin 1944 et parvient avec lui à un accord sur la composition d'un nouveau gouvernement, dont devront être exclues les forces hostiles aux Partisans.
Après la libération de la Serbie par les communistes à l'automne 1944, la formation d'un gouvernement d'« unité nationale » doit encore attendre mars 1945 : le 6 mars, après de nouvelles négociations Tito-Šubašić, un nouveau gouvernement est formé, remplaçant à la fois le gouvernement royal en exil et le Comité national de libération. Tito en est le Premier ministre et la nouvelle équipe est presque entièrement dominée par les communistes : le gouvernement ne compte que trois non-communistes, dont Šubašić, et ces derniers n'ont pratiquement aucune influence. Les communistes s'assurent ensuite rapidement un pouvoir sans partage en Yougoslavie et la monarchie est abolie en novembre au profit de la République fédérative populaire de Yougoslavie.

## Liste des Premiers ministres en exil
- Dušan Simović (1941-1942)
- Slobodan Jovanović (1942-1943)
- Miloš Trifunović (1943-1943)
- Božidar Purić (1943-1944)
- Ivan Šubašić (1944-45)

## Note
1. ↑  Lorsque Churchill annonça à Staline son intention de soutenir en Yougoslavie les partisans communistes dirigés par Tito plutôt que le groupe légitimiste des Tchetniks dirigés par Draža Mihailović et obéissant au gouvernement yougoslave en exil à Londres, il se base sur des rapports du SIS concluant que les Partisans infligeaient aux Allemands bien plus de dommages que les Tchetniks et que des groupes dissidents, en Bosnie-Herzégovine, en Croatie et en Dalmatie, distincts de ceux de Mihailović, collaboraient au contraire avec les occupants pour combattre les communistes (voir Branko Miljuš, La révolution yougoslave, L'Âge d'homme, 1982, 247 p. (lire en ligne), « La collaboration avec l'ennemi », p. 119-133 et Dusan-T Batakovic, Histoire du peuple serbe, L'Âge d'homme, 2005, 386 p. (lire en ligne), p. 337), sans se douter que ces rapports exagéraient largement le nombre des groupes dissidents et minimisaient les forces de Mihailović, grâce à l’influence des « Cinq de Cambridge », un groupe d’agents de renseignement britanniques du SIS travaillant en fait pour le NKVD (voir Christopher Andrew et Oleg Gordievsky, (en) Le KGB dans le monde, 1917-1990, Fayard 1990,  (ISBN 2213026009) et Christopher Andrew, (en) Le KGB contre l'Ouest (1917-1991) : les archives Mitrokhine, Fayard, 2000, 982 p.)